# ماتی هیلتونن
ماتی هیلتونن (فنلاندی: Matti Hiltunen؛ زادهٔ ۲۶ ژانویهٔ ۱۹۳۳) بازیکن فوتبال اهل فنلاند بود.
وی همچنین در تیم ملی فوتبال فنلاند بازی کرده‌است.